# Autonomy (Band)
Autonomy war eine englische Nu-Metal-Band aus Daventry, die 1998 gegründet wurde und sich etwa 2001 auflöste.

## Geschichte
Die Band wurde im Jahr 1998 von den Sängern Terry Muller und Jay Spencer gegründet. Im selben Jahr kam Matt Cosentino als Gitarrist, Rich Bradley als Schlagzeuger und Paul Harrison als Bassist hinzu. Später im selben Jahr folgten die ersten lokalen Auftritte, während die ersten Lieder online veröffentlicht wurden. Ende 1999 steuerte die Gruppe das Lied Thrown Like Dice für den Sampler Youth Millenium bei. Anfang 2000 erschien ein Demo, das im Jahr zuvor aufgenommen worden war, wodurch die Band ihre Bekanntheit steigern konnte, sodass es ihr möglich war, im September in Manchester auf dem In the City Showcase zu spielen. Daraufhin unterzeichnete sie einen Vertrag bei Earache Records. Kurz darauf wurde das Titellied des Demos S/K/N/S national im Radio gespielt, unter anderem in der Radio One Rock Show und auf TotalRock. Im Januar 2001 schloss der Sänger Olly Eldershaw die Lücke, die durch den Weggang von Gründer Muller entstanden war. Mit dem Produzenten Dave Dominguez, welcher bereits unter anderem für Limp Bizkit, Papa Roach und Staind tätig gewesen war, begannen danach die Aufnahmen zum Debütalbum. Die Aufnahmen fanden in den DEP Studios in Birmingham im Mai und Juni 2001 statt. Abgemischt wurde das Album im August in Los Angeles. Während der Aufnahmen hatte  Eldershaw die Band verlassen. Dave Dominguez hatte daraufhin den US-Amerikaner Soup Carpenter als Ersatz vermittelt. Carpenter war bereits zuvor in Die wilden Siebziger und Hinterm Mond gleich links zu sehen und war während seiner College-Zeit Zimmerkamerad von Chino Moreno, mit dem er danach auch weiterhin noch eine Freundschaft pflegte. Das selbstbetitelte Album erschien im November 2001 bei Earache Records. Mittlerweile hat sich die Band aufgelöst.

## Stil
Laut der Biografie auf earache.com hat die Band anfangs versucht, mit anderen extremen Nu-Metal-Bands wie Raging Speedhorn und Defenestration zu konkurrieren. Auf der Bandbiografie der Website werden anfängliche Einflüsse wie Limp Bizkit und Incubus angegeben. Laut Christian Graf im Nu Metal und Crossover Lexikon bezeichnet die Band wie Raging Speedhorn und Defenestration ihre Musik als „Extreme Nu Metal“, von Experten werde sie jedoch eher als Crossover bezeichnet. Auch Joel McIver griff in seinem Buch The Next Generation of Rock & Punk Nu Metal den Vergleich zu Raging Speedhorn und Defenestration auf, merkte jedoch an, dass Autonomy einen größeren Fokus auf Hip-Hop-Beats wie Limp Bizkit legt. Im späteren Verlauf der Karriere sei die Band allerdings aggressiver geworden.

## Diskografie
- 2000: S/K/N/S (Demo, Eigenveröffentlichung)
- 2001: Autonomy (Album, Earache Records)